# Angelo Ruffinoni
Angelo Ruffinoni (Milano, 1º ottobre 1931 – Merate, 28 giugno 2010) è stato un calciatore italiano, di ruolo difensore.

## Carriera
Disputa dieci campionati di Serie B con il  Modena con 57 presenze e con il Marzotto Valdagno totalizzando 175 presenze e 3 reti.
Nel 1961 passa alla Sambenedettese con cui gioca altri due campionati di Serie B totalizzando 74 presenze e 2 reti prima della retrocessione dei marchigiani in Serie C, dove disputa altre 32 gare.